# Isis River (Macquarie River)
Der Isis River ist ein Fluss im Osten des australischen Bundesstaates Tasmanien.

## Geografie

### Flusslauf
Der rund 38 Kilometer lange Isis River entspringt an den Nordwesthängen des Mount Franklin in den Great Western Tiers, etwa zwei Kilometer nördlich des Lake Sorell. Von dort fließt er zunächst nach Ost-Nordosten bis zur Siedlung Ellinthorp. Dann wendet er seinen Lauf nach Norden und mündet ungefähr zwei Kilometer westlich von Wyldes Plain in den Macquarie River.

### Nebenflüsse mit Mündungshöhen
Der Isis River hat folgende Nebenflüsse:
- Ferndale Creek  – 248 m
- Joes Creek – 231 m
- Kingstone Rivulet – 163 m